# Mountain Springs (Arkansas)
Mountain Springs es un área no incorporada ubicada en el condado de Lonoke en el estado estadounidense de Arkansas.

## Geografía
Mountain Springs se encuentra ubicada en las coordenadas 35°1′34″N 92°4′14″O / 35.02611, -92.07056.